# Associazione Calcio Reggiana 1941-1942
Questa voce raccoglie le informazioni riguardanti l'Associazione Calcio Reggiana  nelle competizioni ufficiali della stagione 1941-1942.

## Stagione
Nella stagione 1941-1942 la Reggiana disputa il suo secondo campionato di B e di guerra, mentre alcuni giocatori partono per altri lidi, non solo sportivi. Con 25 punti in classifica si piazza in sedicesima posizione e retrocede in Serie C, il torneo è vinto dal Bari con 49 punti davanti al Vicenza con 47 punti, entrambe promosse in Serie A.
Vittorio Malagoli (detto Scheggia) torna al Modena e a Reggio tornano Giordano Colaussi, Sergio Citterio e Amerigo Salati.
Dopo un discreto inizio la Reggiana incappa in diversi risultati negativi, poi un risveglio dopo la vittoria sul Pisa, ma la sconfitta interna subita con lo Spezia, proprio nel giorno della vittoria del campione europeo di pugilato Gino Bondavalli sul rumeno Lucian Popescu nel padiglione delle Officine Reggiane il 1º giugno, condanna la Reggiana alla retrocessione.
Durante la partita col Pescara al Mirabello i tifosi invadono il campo per inseguire l’arbitro. Il campo reggiano viene squalificato per due turni e lo (0-2) è il verdetto del Direttorio Divisioni Superiori. Dopo la sostituzione di Vanicsek con il centromediano Bernardi che siede al posto dell'ungherese in panchina, anche Bernardi viene sostituto con William Ruozzi. A Padova si rimedia un rotondo (8-1) e a Busto Arsizio i granata sono umiliati con undici gol. Sono le premesse di una evitabile retrocessione.

## Divise
| Prima divisa |

## Rosa
| N. |                   | Ruolo | Calciatore       |
| -- | ----------------- | ----- | ---------------- |
|    | Italia (bandiera) | C     | Armando Bedogni  |
|    | Italia (bandiera) | A     | Roberto Beghi    |
|    | Italia (bandiera) | D     | Luigi Bernardi   |
|    | Italia (bandiera) | A     | Bruno Biagini    |
|    | Italia (bandiera) | A     | Carlo Bianchi    |
|    | Italia (bandiera) | C     | Antonio Bonesini |
|    | Italia (bandiera) | A     | Ideo Boni        |
|    | Italia (bandiera) | D     | Milo Campari     |
|    | Italia (bandiera) | D     | Nello Caraffi    |
|    | Italia (bandiera) | A     | Mario Ceriani    |
|    | Italia (bandiera) | A     | Sergio Citterio  |
|    | Italia (bandiera) | D     | Guido Duo        |
|    | Italia (bandiera) | C     | Teresio Dutto    |
|    | Italia (bandiera) | C     | Luigi Ganassi    |
|    | Italia (bandiera) | C     | Cornelio Gatti   |
|    | Italia (bandiera) | C     | Giuliano Gobetto |

| N. |                   | Ruolo | Calciatore          |
| -- | ----------------- | ----- | ------------------- |
|    | Italia (bandiera) | D     | Ivo Ligabue         |
|    | Italia (bandiera) | P     | Satiro Lusetti      |
|    | Italia (bandiera) | P     | Livio Martinelli    |
|    | Italia (bandiera) | C     | Francesco Meregalli |
|    | Italia (bandiera) | C     | Raggio Montanari    |
|    | Italia (bandiera) | C     | Vivante Montanari   |
|    | Italia (bandiera) | C     | Cesare Pilla        |
|    | Italia (bandiera) | C     | Umberto Romanini    |
|    | Italia (bandiera) | A     | Dino Sala           |
|    | Italia (bandiera) | C     | Amerigo Salati      |
|    | Italia (bandiera) | A     | Amos Simonini       |
|    | Italia (bandiera) | D     | Livio Spaggiari     |
|    | Italia (bandiera) | C     | Dino Testoni        |
|    | Italia (bandiera) | C     | Giulio Tognoli      |
|    | Italia (bandiera) | P     | Gino Vasirani       |
|    | Italia (bandiera) | A     | Alcide Ivan Violi   |

## Risultati

### Girone di andata
| Arbitro: | Cardinali (Milano) |

|                              |           |  |
| Colaussi 18’, 50’ Salati 82’ | Marcatori |  |

| Arbitro: | Galeati (Bologna) |

|                         |           |  |
| Nicoli 2’ Quaresima 65’ | Marcatori |  |

| Reggio Emilia 9 novembre 1941 3ª giornata | Reggiana             | 0 – 0 | Udinese | Stadio Mirabello\| Arbitro: \| Francini (Viareggio) \| |
| Arbitro:                                  | Francini (Viareggio) |       |         |                                                        |

| Arbitro: | Bellè (Venezia) |

|           |           |           |
| Faini 87’ | Marcatori | 18’ Violi |

| Arbitro: | Neri (Vicenza) |

|                                  |           |                        |
| Dutto 3’ Violi 4’ G. Bianchi 80’ | Marcatori | 15’ (rig.) Del Pecchia |

| Arbitro: | Donati (Milano) |

|                                 |           |  |
| Torri 50’ Muci 65’ Calzolai 75’ | Marcatori |  |

| Arbitro: | Tassini (Verona) |

|              |           |             |
| Colaussi 82’ | Marcatori | 40’ Gambini |

| Arbitro: | Goracci (Firenze) |

|                  |           |           |
| Miniati 38’, 89’ | Marcatori | 22’ Violi |

| Arbitro: | Gnocchini (Ancona) |

|  |           |                            |
|  | Marcatori | 25’ Caracciolo 76’ Rebuzzi |

| Arbitro: | Bogetti (Torino) |

|                                     |           |  |
| Ciferri 6’ Bellini 24’ Faccenda 51’ | Marcatori |  |

| Arbitro: | Canavesio (Torino) |

|           |           |  |
| Borra 59’ | Marcatori |  |

| Reggio Emilia 11 gennaio 1942 12ª giornata | Reggiana            | 0 – 0 | Padova | Stadio Mirabello\| Arbitro: \| Catalucci (Firenze) \| |
| Arbitro:                                   | Catalucci (Firenze) |       |        |                                                       |

| Arbitro: | Colonna (Bari) |

|                                 |           |            |
| Tontodonati 20’ Lanciaprima 39’ | Marcatori | 82’ Salati |

| Arbitro: | Bellè (Venezia) |

|                       |           |  |
| Violi 14’ Biagini 57’ | Marcatori |  |

| Arbitro: | Andreoni (Milano) |

|               |           |  |
| Garbarino 10’ | Marcatori |  |

| Arbitro: | Zambotto (Padova) |

|  |           |                                         |
|  | Marcatori | 15’ Tomasi 26’, 70’ Di Prisco 85’ Punzi |

| Arbitro: | Rosso (Casale Monferrato) |

|                         |           |  |
| Menutti 4’ Trevisan 82’ | Marcatori |  |

### Girone di ritorno
| Arbitro: | Capitanio (Venezia) |

|                        |           |                 |
| Cavazza 46’ Donati 48’ | Marcatori | 22’ (aut.) Toso |

| Arbitro: | Biancone (Roma) |

|             |           |           |
| Biagini 41’ | Marcatori | 13’ Bussi |

| Udine 15 marzo 1942 20ª giornata | Udinese                   | 0 – 0 | Reggiana | Stadio Moretti\| Arbitro: \| Rosso (Casale Monferrato) \| |
| Arbitro:                         | Rosso (Casale Monferrato) |       |          |                                                           |

| Arbitro: | Bogetti (Torino) |

|  |           |                                                       |
|  | Marcatori | 19’ Paulinich 48’ Poggi 83’ Spadavecchia 90’ Oliviero |

| Lucca 29 marzo 1942 22ª giornata | Lucchese         | 0 – 0 | Reggiana | Stadio Porta Elisa\| Arbitro: \| Camiolo (Milano) \| |
| Arbitro:                         | Camiolo (Milano) |       |          |                                                      |

| Reggio Emilia 26 aprile 1942 23ª giornata | Reggiana        | 0 – 0 | Novara | Stadio Mirabello\| Arbitro: \| Bellè (Venezia) \| |
| Arbitro:                                  | Bellè (Venezia) |       |        |                                                   |

| Siena 2 maggio 1942 24ª giornata | Siena          | 0 – 0 | Reggiana | Stadio del Rastrello\| Arbitro: \| Colonna (Bari) \| |
| Arbitro:                         | Colonna (Bari) |       |          |                                                      |

| Arbitro: | Bianchi (Firenze) |

|              |           |  |
| Romanini 75’ | Marcatori |  |

| Arbitro: | Cambi (Livorno) |

|  |           |                       |
|  | Marcatori | 37’ Biagini 57’ Pilla |

| Arbitro: | Tassini (Verona) |

|                             |           |  |
| Romanini 41’ Duo 43’ (rig.) | Marcatori |  |

| Arbitro: | Colonna (Bari) |

|  |           |                           |
|  | Marcatori | 10’ Castigliano 89’ Costa |

| Arbitro: | Cardinali (Milano) |

|                                                         |           |                   |
| Cassani 17’, 31’, 36’, 55’, 82’ Polo 63’, 86’ Conti 85’ | Marcatori | 46’ (rig.) Salati |

| Arbitro: | Bertolio (Torino) |

|  |           |                |
|  | Marcatori | 69’ De Angelis |

| Arbitro: | Zavattaro (Casale Monferrato) |

| |           |  |
| Bedogni 10’ (aut.) Gallazzi 15’, 30’ Fornasaris 16’, 49’ Dondi 36’ Turconi II 51’, 86’ Palma 54’ Gallazzi 57’, 63’ | Marcatori |  |

| Arbitro: | Neri (Vicenza) |

|          |           |            |
| Sala 48’ | Marcatori | 82’ Foglia |

| Arbitro: | Buratti (Milano) |

|                        |           |                                 |
| Siccardi 75’ Zanni 79’ | Marcatori | 18’ Colaussi 32’ Sala 57’ Violi |

| Arbitro: | Bellè (Venezia) |

|            |           |              |
| Salati 46’ | Marcatori | 42’ Patuelli |

## Statistiche

### Statistiche di squadra
| Competizione | Punti | In casa | In casa | In casa | In casa | In casa | In casa | In trasferta | In trasferta | In trasferta | In trasferta | In trasferta | In trasferta | Totale | Totale | Totale | Totale | Totale | Totale | DR  |
| Competizione | Punti | G       | V       | N       | P       | Gf      | Gs      | G            | V            | N            | P            | Gf           | Gs           | G      | V      | N      | P      | Gf     | Gs     | DR  |
| ------------ | ----- | ------- | ------- | ------- | ------- | ------- | ------- | ------------ | ------------ | ------------ | ------------ | ------------ | ------------ | ------ | ------ | ------ | ------ | ------ | ------ | --- |
| Serie B      | 25    | 17      | 5       | 7       | 5       | 15      | 19      | 17           | 2            | 4            | 11           | 10           | 40           | 34     | 7      | 11     | 16     | 25     | 59     | -34 |
| Coppa Italia |       | 0       | 0       | 0       | 0       | 0       | 0       | 3            | 2            | 0            | 1            | 6            | 7            | 3      | 2      | 0      | 1      | 6      | 7      | -1  |
| Totale       | -     | 17      | 5       | 7       | 5       | 15      | 19      | 20           | 4            | 4            | 12           | 16           | 47           | 37     | 9      | 11     | 17     | 31     | 66     | -35 |

### Statistiche dei giocatori
| Giocatore     | Serie B  | Serie B | Coppa Italia | Coppa Italia | Totale   | Totale |
| Giocatore     | Presenze | Reti    | Presenze     | Reti         | Presenze | Reti   |
| ------------- | -------- | ------- | ------------ | ------------ | -------- | ------ |
| A. Bedogni    | 1        | 0       | ?            | ?            | 1+       | 0+     |
| R. Beghi      | 4        | 0       | ?            | ?            | 4+       | 0+     |
| L. Bernardi   | 3        | 0       | ?            | ?            | 3+       | 0+     |
| B. Biagini    | 26       | 3       | ?            | ?            | 26+      | 3+     |
| G. Bianchi    | 4        | 1       | ?            | ?            | 4+       | 1+     |
| A. Bonesini   | 19       | 0       | ?            | ?            | 19+      | 0+     |
| I. Boni       | 2        | 0       | ?            | ?            | 2+       | 0+     |
| M. Campari    | 28       | 0       | ?            | ?            | 28+      | 0+     |
| N. Caraffi    | 4        | 0       | ?            | ?            | 4+       | 0+     |
| M. Ceriani    | 8        | 0       | ?            | ?            | 8+       | 0+     |
| S. Citterio   | 3        | 0       | ?            | ?            | 3+       | 0+     |
| G. Colaussi   | 19       | 3       | ?            | ?            | 19+      | 3+     |
| G. Duo        | 25       | 1       | ?            | ?            | 25+      | 1+     |
| T. Dutto      | 5        | 1       | ?            | ?            | 5+       | 1+     |
| L. Ganassi    | 7        | 0       | ?            | ?            | 7+       | 0+     |
| C. Gatti      | 1        | 0       | ?            | ?            | 1+       | 0+     |
| G. Gobetto    | 17       | 0       | ?            | ?            | 17+      | 0+     |
| I. Ligabue    | 1        | 0       | ?            | ?            | 1+       | 0+     |
| S. Lusetti    | 19       | -34     | ?            | ?            | 19+      | -34+   |
| L. Martinelli | 3        | -4      | ?            | ?            | 3+       | -4+    |
| F. Meregalli  | 6        | 0       | ?            | ?            | 6+       | 0+     |
| R. Montanari  | 4        | 0       | ?            | ?            | 4+       | 0+     |
| V. Montanari  | 17       | 0       | ?            | ?            | 17+      | 0+     |
| Munarini      | 1        | 0       | ?            | ?            | 1+       | 0+     |
| C. Pilla      | 8        | 1       | ?            | ?            | 8+       | 1+     |
| U. Romanini   | 18       | 2       | ?            | ?            | 18+      | 2+     |
| D. Sala       | 6        | 3       | ?            | ?            | 6+       | 3+     |
| A. Salati     | 29       | 4       | ?            | ?            | 29+      | 4+     |
| A. Simonini   | 10       | 0       | ?            | ?            | 10+      | 0+     |
| L. Spaggiari  | 25       | 0       | ?            | ?            | 25+      | 0+     |
| D. Testoni    | 11       | 0       | ?            | ?            | 11+      | 0+     |
| G. Tognoli    | 4        | 0       | ?            | ?            | 4+       | 0+     |
| G. Vasirani   | 10       | -19     | ?            | ?            | 10+      | -19+   |
| A. Violi      | 29       | 6       | ?            | ?            | 29+      | 6+     |